# Saint-Michel-de-Feins
Saint-Michel-de-Feins is een plaats en voormalige gemeente in het Franse departement Mayenne in de regio Pays de la Loire en telt 160 inwoners (2005). De plaats maakt deel uit van het arrondissement Château-Gontier.

## Geschiedenis
Saint-Michel-de-Feins is op 1 januari 2019 gefuseerd met de gemeenten Argenton-Notre-Dame, Bierné en Saint-Laurent-des-Mortiers tot de gemeente Bierné-les-Villages. 

## Geografie
De oppervlakte van Saint-Michel-de-Feins bedraagt 6,8 km², de bevolkingsdichtheid is 23,5 inwoners per km².
De onderstaande kaart toont de ligging van Saint-Michel-de-Feins met de belangrijkste infrastructuur en aangrenzende gemeenten.

## Demografie
Onderstaande figuur toont het verloop van het inwonertal (bron: INSEE-tellingen).

Argenton-Notre-Dame · Bierné · Saint-Laurent-des-Mortiers · Saint-Michel-de-Feins